# Endographis acrochlora
Endographis acrochlora är en fjärilsart som beskrevs av Edward Meyrick 1894. Endographis acrochlora ingår i släktet Endographis och familjen Crambidae. Inga underarter finns listade i Catalogue of Life.